# Lethuoc
Lethuoc, Lethuc ou Lethu, est le troisième roi des Lombards. Il règne vraisemblablement dans la première moitié du Ve siècle, à une époque où les Lombards vivent entre le cours moyen du Danube et la Norique, partiellement évacuée par les Romains.
Successeur de Lamissio, Lethuoc règne une quarantaine d'années et a pour successeur Hilduoc, qui fut son quatrième fils. Paul Diacre, auteur d'une Histoire des Lombards, ne dit quasiment rien sur le long règne de Lethuoc.
Il est considéré comme le fondateur de la dynastie des Lethings (en), qui régnera pendant plus d'un siècle sur les Lombards.

## Sources
- Paul Diacre, Histoire des Lombards, Livre I, XVIII.